# Henry Wriothesley, III conde de Southampton

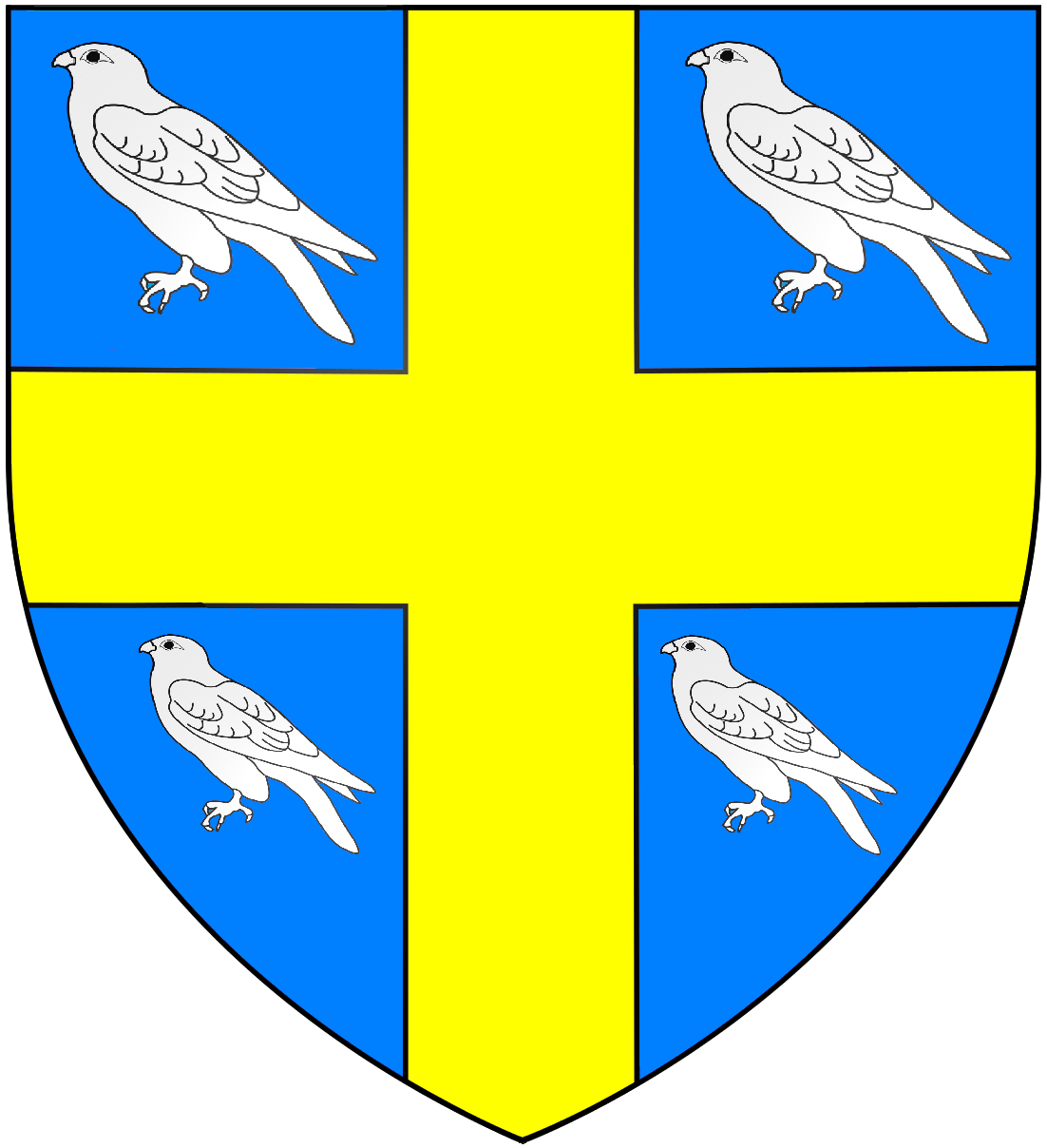
Armas de Wriothesley: Azure, una cruz o entre cuatro halcones cerca de plata

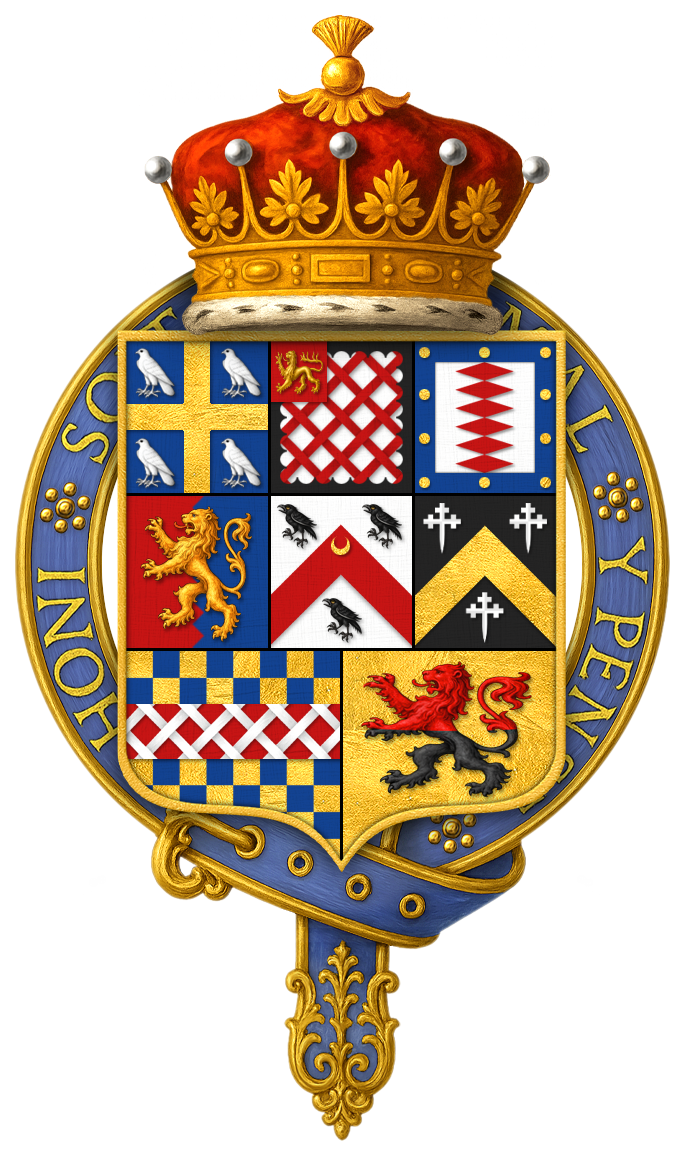
Armas cuarteadas de Sir Henry Wriothesley, III conde de Southampton, KG: Trimestral de cuatro: azur, una cruz o entre cuatro halcones cerca de plata (Wriothesley); 2.º: Argenta, una traste de gules sobre un cantón del segundo un león pasante o (desconocido); 3º: Argenta, cinco fusiles unidos en gules pálido una bordura azur bezantée (desconocida); 4º: Por gules pálidos dentados y azur, un león rampante o

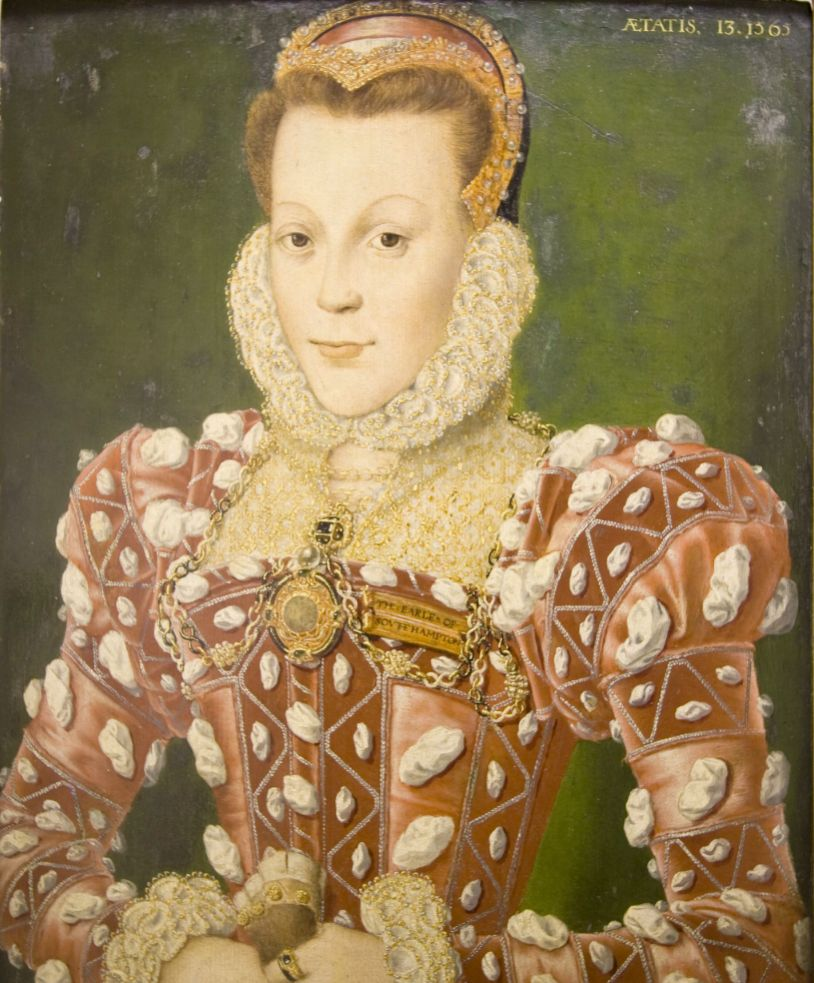
La madre de Southampton, Mary Wriothesley, condesa de Southampton (1552-1607)

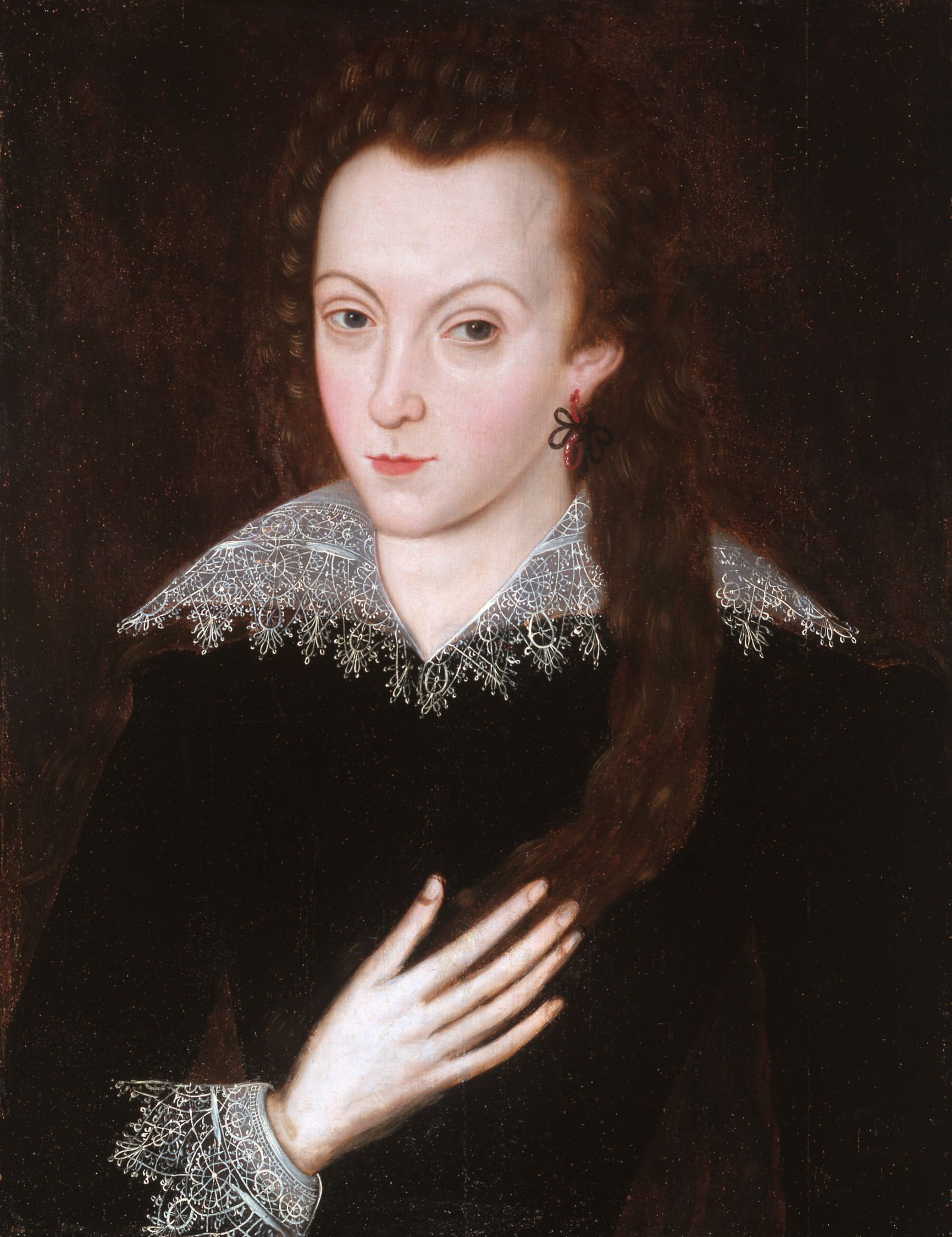
Southampton en su adolescencia, c. 1590–1593, atribuido a John de Critz

Henry Wriothesley, III conde de Southampton, KG (pronunciación incierta:  /'rɛzli/ "Rezley",   /ˈraɪzli/ "Rizely" (arcaico),   /ˈrɒtsli/ Se han sugerido  /ˈrɒtsli/ (actualmente)  y  /ˈraɪəθsli/; 6 de octubre de 1573 – 10 de noviembre de 1624) fue el único hijo de Henry Wriothesley, II conde de Southampton, y Mary Browne, hija de Anthony Browne, primer vizconde de Montagu. Dos poemas narrativos de Shakespeare, Venus y Adonis y El rapto de Lucrecia, fueron dedicados a Southampton, a quien frecuentemente se identifica como la Bella Juventud de los Sonetos de Shakespeare .

## Familia
Henry Wriothesley, nació el 6 de octubre de 1573 en Cowdray House, Sussex, y fue el único hijo de Henry Wriothesley, conde de Southampton, y Mary Browne, única hija de Anthony Browne, vizconde de Montague, y su primera esposa, Jane Radcliffe .  Tuvo dos hermanas, Jane, que murió antes de 1573, y Mary ( c. 1567–1607
 ), que se casó en 1585 con Thomas Arundell, barón Arundell de Wardour . 
A la muerte de su padre, la madre de Southampton se casó, sucesivamente, con Sir Thomas Heneage en 1594, Vice-Chambelán de la Casa con Sir William Hervey entre 1598 y 1599. Ella murió en noviembre de 1607. 

## Primeros años
A la muerte de su padre murió el 4 de octubre de 1581, Southampton heredó el título de conde e ingresos asociados a la tierra valorados en 1.097 libras y 6 chelines al año. La reina entregó su tutela y matrimonio a su pariente, Carlos, Lord Howard de Effingham, por £ 1000. Según Akrigg, Howard "realizó algún acuerdo adicional, del que no ha quedado registro, por el que se transfirió personalmente a Lord Burghley la custodia y el matrimonio del joven conde, pero dejó a Howard con sus tierras". A finales de 1581 o principios de 1582 Southampton, entonces de ocho años de edad, se mudó a Cecil House en Strand . 
En octubre de 1585, con doce años, Southampton ingresó en St John's College, Cambridge,  y se graduó de maestría el 6 de junio de 1589. Su nombre fue inscrito en la sociedad legal de Gray's Inn antes de finalizar sus estudios y fue admitido el 29 de febrero de 1588. 
En 1590, Burghley estaba negociando con el abuelo de Southampton, Anthony Browne, primer vizconde de Montague, y la madre de Southampton, Mary, el matrimonio entre Henry y la nieta mayor de Lord Burghley, Elizabeth Vere, hija de Anne Cecil, y Edward de Vere, conde de Oxford. Pero Southampton no estuvo de acuerdo con el enlace y, en una carta escrita en noviembre de 1594, unas seis semanas después de que Southampton cumpliera 21 años, se extendió el rumor de que rechazaba a Lady Veere. 
En 1591, el secretario de la cancillería de Lord Burghley, John Clapham, dedicó a Southampton un poema en latín, Narcissus, que relata la leyenda griega sobre el joven que perece por amor propio. Según Akrigg, Southampton pasaba ahora gran parte de su tiempo en la corte y estuvo presente en la visita de la reina Isabel a Oxford a finales de septiembre de 1592. 
En octubre de 1592 fallece el abuelo de Southampton, el vizconde Montague, que había sido Caballero de la Jarretera. El 3 de mayo de 1593, Philip Gawdy de Clifford's Inn (una facultad de derecho) informó en una carta a su hermano Bassingbourne Gawdy, que Southampton había sido nominado para la Orden, junto con el Lord Custodio, Lord Burgh y Lord Willoughby de<span typeof="mw:Entity" id="mwlg">&nbsp;</span>Eresby . Poco después, en su Honor de la Jarretera de 26 de junio de 1593, George Peele se refirió a él como "el gentil Wriothesley, la estrella de Southampton.  Sin embargo, Southamptron no sería investido en la orden hasta 1603, reinando ya Jacobo I.

## Southampton y Shakespeare

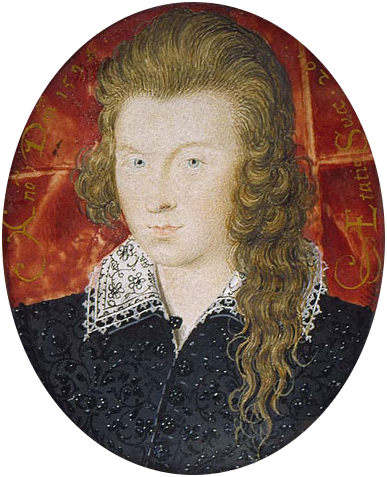
Henry Wriothesley, a los 21 años

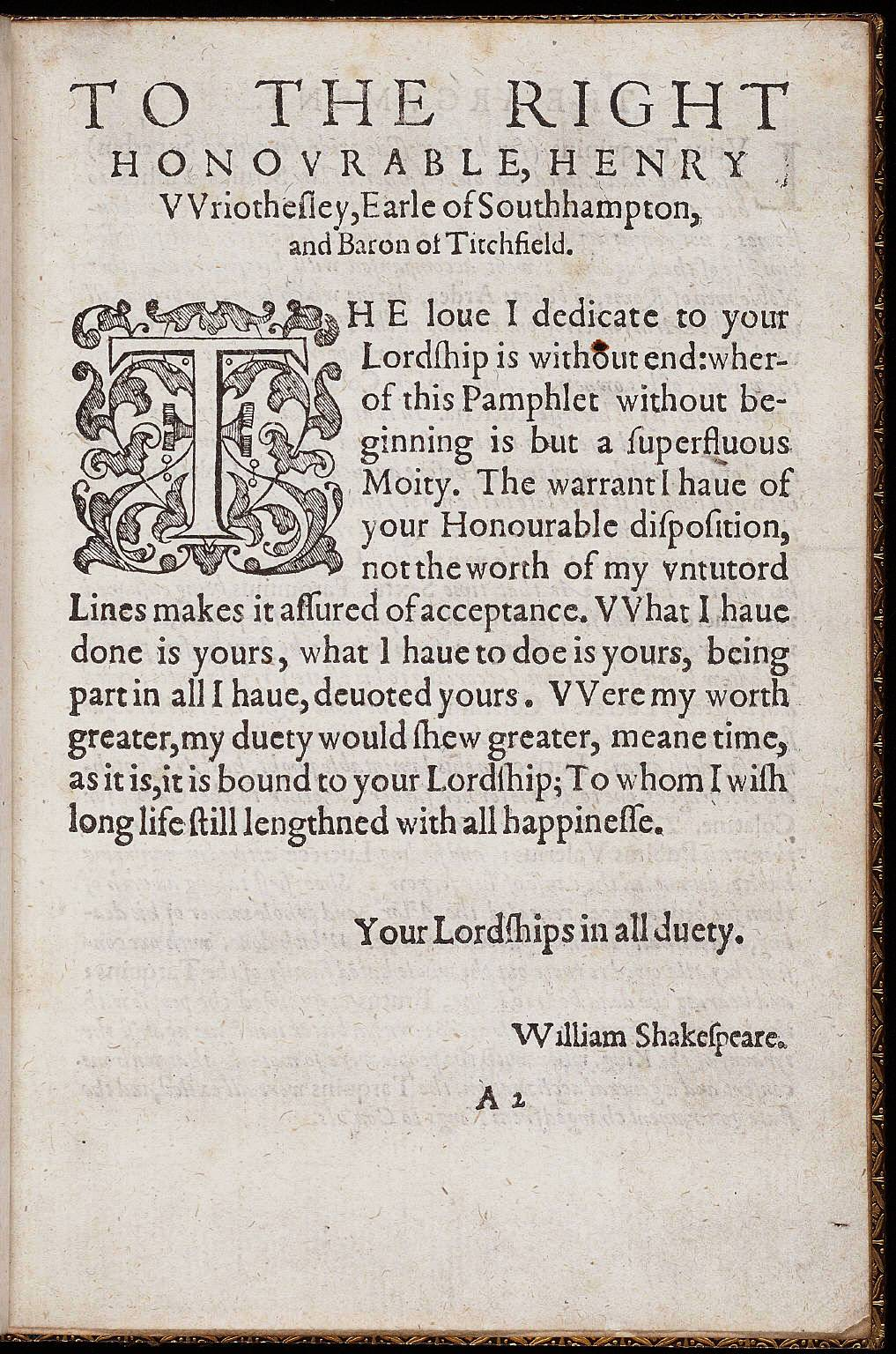
Dedicatoria de Shakespeare a Southampton de El rapto de Lucrecia, 1594

En 1593, Shakespeare dedicó su poema Venus y Adonis a Southampton, seguido en 1594 por El rapto de Lucrecia . Aunque la dedicatoria a Venus y Adonis es más moderada, la dedicatoria a El rapto de Lucrecia está redactada en términos más extravagantes, aunque no era particularmente inusual, ya que las dedicatorias en la época elogiaban excesivamente a cualquier persona noble que patrocinara la obra del autor económicas.
Nathan Drake, en Shakespeare and his Times, fue el primero en sugerir que Southampton no sólo era el destinatario de los dos largos poemas narrativos de Shakespeare, sino también la "Bella juventud" de los Sonetos.
A pesar de una extensa investigación documental, no se ha podido hallar ningún documento sobre la relación entre el autor y el noble, aparte de las dedicatorias de los poemas narrativos de Shakespeare. Nicholas Rowe, basándose en la obra del poeta y dramaturgo William Davenant (1606 – 7 de abril de 1668), afirmó en su Vida de Shakespeare que Southampton llegó a entregar a Shakespeare £1.000 para "realizar una compra", pero Honan califica esto como mito.

## La década de 1590
Southampton recibió dedicatorias de otros escritores en la década de 1590. El 27 de junio de 1593, Thomas Nashe completó su novela picaresca, El viajero desafortunado, que dedicó a Southampton, calificándolo "amante y cuidador de los poetas... así como de los amantes de los poetas, como de los poetas mismos",  y en 1593 Barnabe Barnes publicó Parthenophil and Parthenope con un soneto dedicatorio a Southampton.  En 1595, Gervase Markham incluyó un soneto dedicatorio a Southampton en La más honorable tragedia de Richard Grinvile, Caballero .  El 2 de marzo de 1596, el diccionario italiano/inglés de John Florio se inscribió en el Stationers' Register. En su dedicatoria, Florio, que estuvo durante algunos años bajo el "sueldo y patrocinio" del conde, felicitó a Southampton.  En 1597 , Henry Lok incluyó un soneto a Southampton entre los sesenta sonetos dedicatorios de sus Diversas pasiones cristianas .  En el mismo año William Burton le dedicó una traducción de Clitofonte y Leucipe de Aquiles Tacio . 
El 4 de octubre de 1594, un amigo de Southampton, Sir Henry Danvers, mató a Henry Long en el curso de una disputa entre familias. Sir Henry y su hermano mayor, Sir Charles Danvers, huyeron a Titchfield, donde fueron acogidos por Southampton. Finalmente, ambos hermanos fueron proscritos y huyeron al continente donde se refugiaron en la corte de Enrique IV.
El 13 de abril de 1596, la reina dio instrucciones concretas a Robert Devereux, conde de Essex, de que no se llevara ni a Southampton ni al conde de Derby en su expedición a Calais, y también parece que Southampton no acompañó Essex a Cádiz ese verano. En febrero de 1597, Southampton desafió al conde de Northumberland a duelo, lo que requirió la intervención de la Reina y el Consejo Privado, y el 1 de marzo fue padrino en el bautizo de la hija de Sir Robert Sidney, Bridget. Más tarde, ese mismo año, Southampton acompañó a Essex en su "inglorioso" viaje a las Azores, donde, según Rowland Whyte, "Mi señor de Southampton luchó con uno de los grandes hombres de guerra del rey y la derrotó". A su regreso, hizo su primera aparición en la Cámara de los Lores el 5 de noviembre y fue incluido en varios comités, pero se convirtió en un "ausente crónico". En ese momento atravesaba serias dificultades financieras y había entregado la administración de sus propiedades a dos fideicomisarios, quienes a finales de año habían vendido algunas de sus tierras. 
En 1598, Southampton se vio envuelto en una disputa con Ambrose Willoughby,  uno de los escuderos de la Reina, quien le había ordenado abandonar la cámara de presencia donde estaba jugando al juego de cartas primero. Se piensa que la disputa tuvo su origen en algún comentario de Willoughby que habría causado una discusión entre Southampton y su amante, Elizabeth Vernon, dama de honor de la reina. La Reina prohibió a Southampton presentarse en la corte, aunque pronto le levantó el castigo. Ante sus dificultades financieras y sus problemas con la Reina, Southampton decidió partir al extranjero y aprovechó la oportunidad para acompañar a Sir Robert Cecil en una embajada ante Enrique IV de Francia. 
Cuando Cecil regresó a Inglaterra, Southampton permaneció en la corte francesa con la idea de viajar a Italia junto a Sir Charles y Sir Henry Danvers, a quienes había ayudado a escapar de Inglaterra en 1594. En ese momento, la reina decidió perdonar a los hermanos Danvers, y regresaron a Inglaterra el 30 de agosto de 1598, momento en el que Southampton también regresó en secreto y se casó con su amante embarazada, Elizabeth Vernon, tras lo que volvió al continente. Sin embargo, el 3 de septiembre la reina envió a Elizabeth Vernon a la prisión de Fleet por haberse casado sin el permiso real.
La Reina ordenó a Southampton que regresara a Inglaterra, pero él permaneció en París durante dos meses, perdiendo grandes sumas en el juego. Finalmente, regresó a Inglaterra a comienzos de noviembre, donde fue encarcelado en la prisión de Fleet. En esa misma época, Elizabeth Vernon dio a luz a una hija, Penélope. Para aumentar sus dificultades, Southampton estaba en ese momento enfrentado a su madre, la condesa viuda, sobre su futuro matrimonio con Sir William Hervey. Se recurrió a la mediación de Lord Henry Howard para suavizar las cosas entre madre e hijo, y la condesa y Hervey se casaron a principios de enero de 1599. 
En 1599, durante la Guerra de los Nueve Años (1595-1603), Southampton viajó a Irlanda con Essex, que lo nombró General de la Caballería, pero la Reina insistió en que se cancelara el nombramiento. Southampton actuó como asistente personal del conde más que como oficial; no obstante, se mantuvo en servicio durante la campaña y evitó una derrota a manos de los irlandeses cuando su caballería rechazó un ataque en Arklow en el condado de Wicklow. Poco después de la rebelión de Essex en febrero de 1601, William Reynolds, un soldado que había servido en Essex en Irlanda en 1599, mencionó a Southampton en una carta a Sir Robert Cecil . Hablando de ciertos hombres involucrados en la rebelión de Essex que aún no habían sido arrestados.
Según Duncan-Jones, en su carta, Reynolds insinúa que ambos condes estaban dispuesto a conceder recompensas a cambio de favores sexuales. No obstante, Duncan-Jones concluye que Reynolds pudo haber sido un esquizofrénico paranoico y que, según su propia declaración, había escrito más de 200 cartas a la Reina, al Consejo Privado y a miembros del clero en las que se había sido "quejado de todos los abusones y opresores viciosos y sodomitas pecadores que inundan esta tierra". 
A su regreso de Irlanda, Southampton llamó la atención como aficionado al teatro. "Mi Lord Southampton y Lord Rutland", escribió Rowland Whyte a Sir Robert Sydney en 1599, "no vienen a la corte: uno lo hace muy raramente. Pasan el tiempo en Londres simplemente asistiendo a obras de teatro todos los días". 
Southampton participó activamente en la rebelión de Essex de 1601 y, en febrero de ese año, fue condenado a muerte. Cecil, que instó a la Reina a mostrar el mayor grado posible de clemencia, consiguió para él la conmutación de su pena por cadena perpetua .

## La vida bajo Jacobo I

Southampton C. 1600

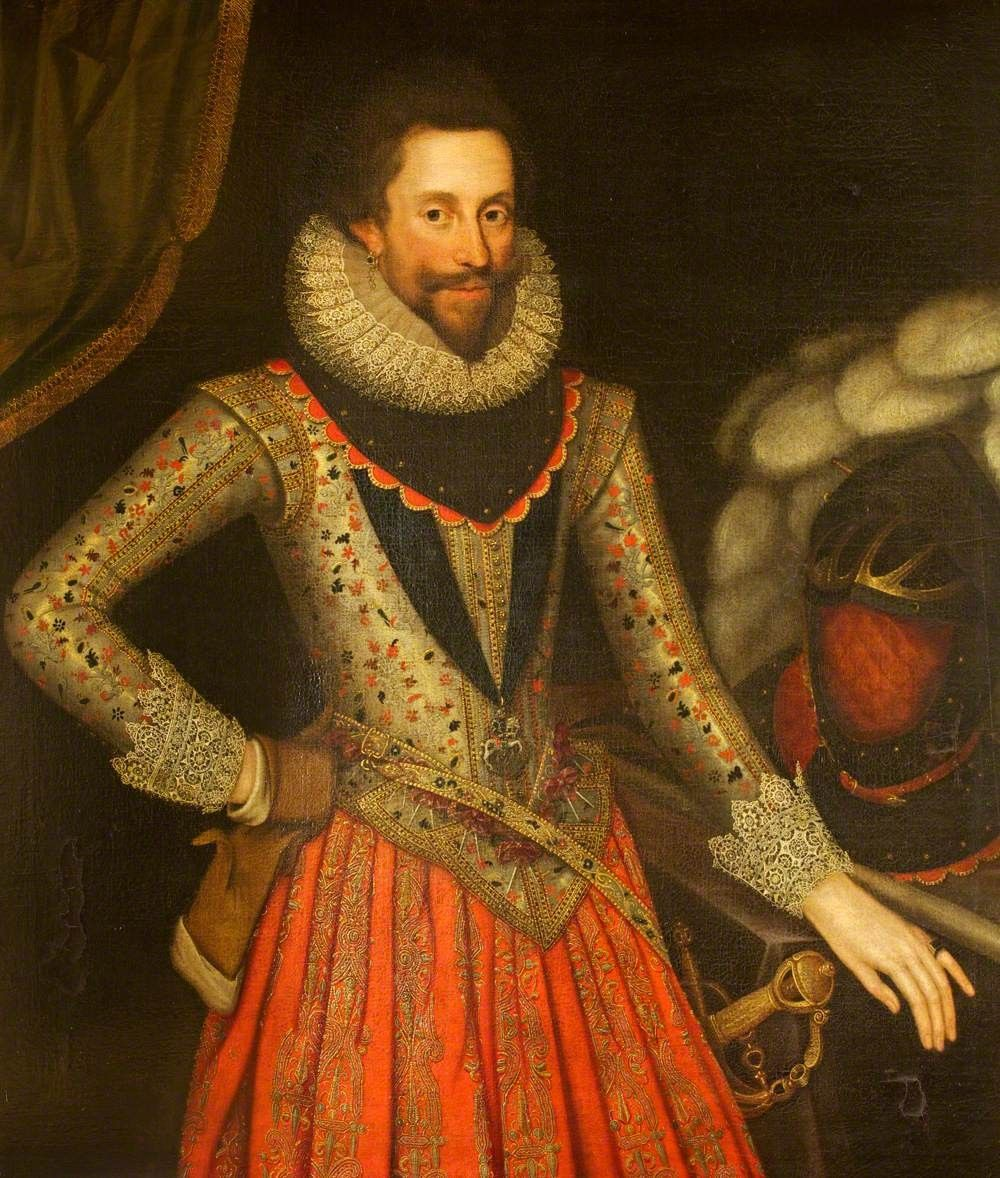
Southampton

Tras la ascensión de Jacobo I, Southampton recuperó su lugar en la corte y fue honrado por el nuevo monarca. En vísperas de la fallida rebelión de Essex, había inducido a los actores del Globe Theatre a representar Ricardo II . 
Tras su salida de prisión en 1603, prosiguió su relación con los escenarios. En enero de 1605 entretuvo a la reina Ana con una representación de Love's Labour's Lost a cargo de Burbage y su compañía, a la que pertenecía Shakespeare, en Southampton House.  
Southampton parece haber tenido un carácter conflictivo  y participó en numerosas disputas, siendo encarcelado en 1603 luego de una acalorada discusión con Lord Gray de Wilton frente a la reina Ana. Gray, enemigo declarado de Essex, estuvo implicado con posterioridad en las conspiraciones de Main y Bye. En 1621, Southampton cayó en desgracia debido a su decidida oposición al gobierno de Buckingham. Fue voluntario en Alemania, en el bando protestante en 1614 y en 1617 se propuso organizar una expedición contra los piratas de Berbería . 
Southampton se significó entre los aristócratas favorables a Jacobo I, poniendo en práctica modernas técnicas. – "en la industria, en la modernización de sus propiedades y en el comercio exterior y la colonización". 
Financió la primera fábrica de hojalata del país y fundó una herrería en Titchfield. Desarrolló sus propiedades en Londres, Bloomsbury y Holborn; renovó sus propiedades agrícolas y apoyó la Compañía de las Indias Orientales y la Compañía de Nueva Inglaterra. Financió la búsqueda de Henry Hudson del Paso del Noroeste. Henry Timberlake, miembro de la Compañía de Mercaderes Aventureros de Londres, pudo haber colaborado en las actividades de Southampton en Titchfield. Murió allí en 1625 y fue enterrado en la iglesia parroquial de San Pedro.
Como mecenas, Southampton promovió el trabajo de George Chapman, Samuel Daniel, Thomas Heywood y el compositor Alfonso Ferrabosco el Joven . Los dramas expansionistas populares de Heywood eran compatibles con los intereses marítimos y coloniales de Southampton. 

## Compañía de Virginia

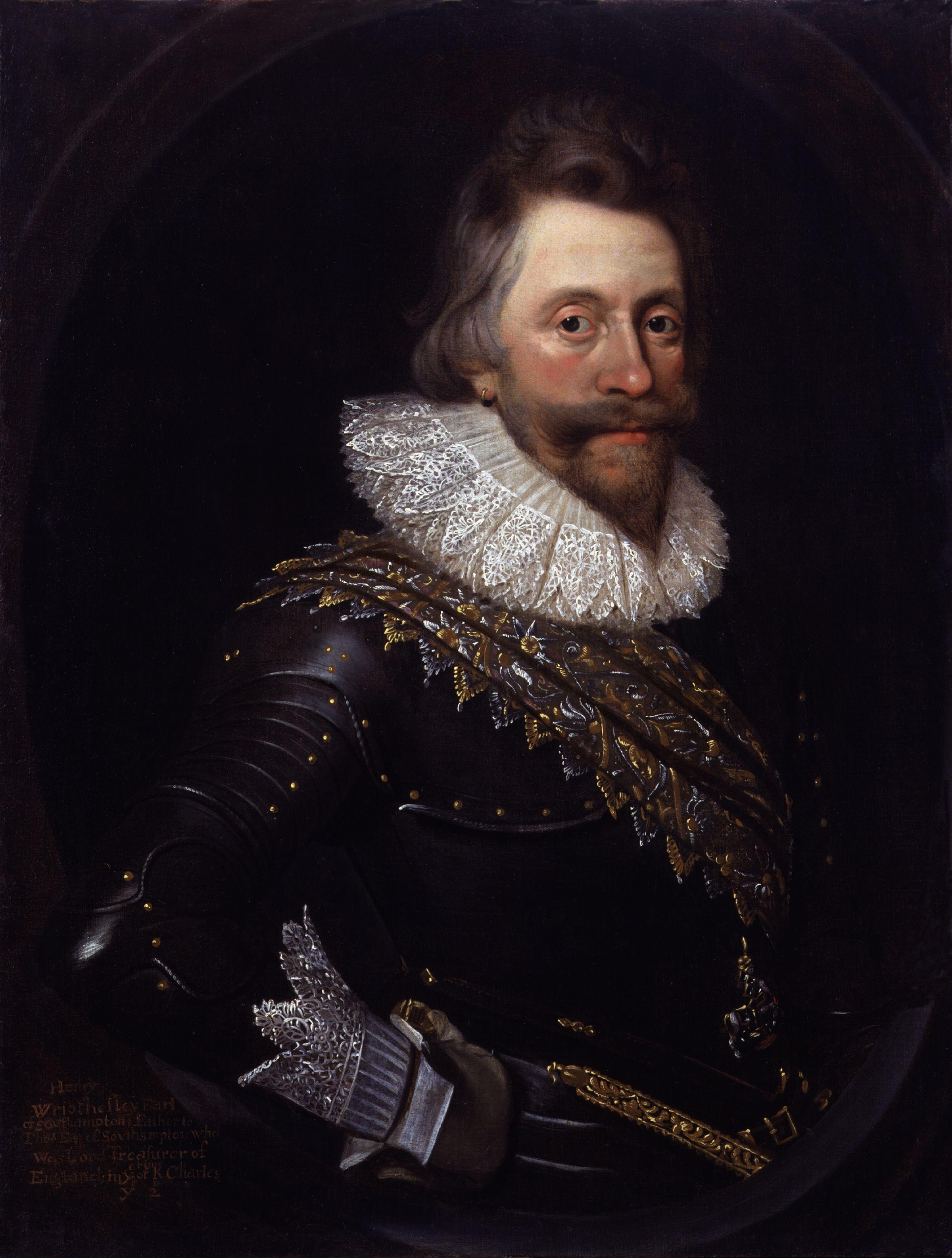
El conde de Southampton c. 1618, a los 45 años, según un retrato de Daniel Mytens, National Portrait Gallery, Londres.

Henry Wriothesley, cuyo nombre está incluido en el panel de 1605 del Tapiz del Nuevo Mundo, jugó un papel destacado en la promoción de las empresas coloniales de la época y fue un miembro activo del consejo de gobierno de la Compañía de Virginia. Aunque los beneficios esperados no llegaron a obtenerse, sí consiguió tener éxito en otras empresas, como las de la colonia de Jamestown. Formó parte de una facción dentro de la empresa con Sir Edwin Sandys, quien finalmente se convirtió en Tesorero, y trabajó incansablemente en pro de la empresa. Además de ganancias económicas, Southampton buscaba establecer una colonia permanente que ampliara el territorio británico y permitiera aliviar la superpoblación inglesa y crear nuevos mercados
Muchos piensan que su nombre es el origen del nombre del puerto de Hampton Roads y del río Hampton. También se piensa que la ciudad de Hampton, Virginia y los condados de Southampton y Northampton, aunque bautizados posteriormente, llevan ese nombre en su honor. No obstante, el nombre Southampton no era infrecuente en Inglaterra, incluyendo una importante ciudad portuaria y toda una región a lo largo de la costa sur, por lo que la veracidad de estas afirmaciones es discutible.

## Vida posterior y muerte
En 1624, Southampton fue uno de las cuatro personas designadas para comandar las tropas en la guerra de los Países Bajos contra los españoles. Desgraciadamente, su hijo James Wriothesley, contrajo una "fiebre" no especificada en Roosendaal, falleciendo cinco diías después y el propio Southampton, aquejado de la misma enfermedad en Bergen-op-Zoom, fallece el 10 de noviembre de 1624 a los 51 años. Los restos de ambos fueron devueltos a Inglaterra y recibieron sepultura en la capilla familiar de la iglesia parroquial de Titchfield, Hampshire. La magnífica tumba presenta cuatro obeliscos, así como figuras en relieve arrodilladas del tercer conde y su hermana. Los cuatro obeliscos probablemente hacen referencia a los cuatro obeliscos egipcios reconstruidos por el Papa Sixto V en Roma en la década de 1580. 
Es recordado especialmente como mecenas de William Shakespeare .
Fue sucedido por su segundo hijo superviviente, el cuarto conde, que se convertiría en un destacado estadista y sirvió como Gran Tesorero bajo Carlos II.

## Matrimonio y descendencia

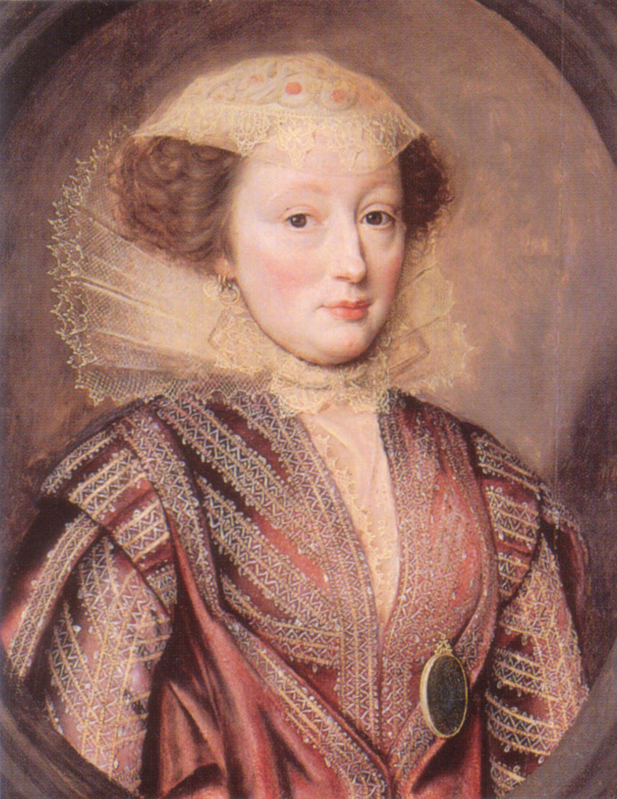
Isabel, condesa de Southampton c. 1618

En agosto de 1598, Southampton se casó con Elizabeth Vernon, hija de John Vernon de Hodnet, Shropshire, y su esposa Elizabeth Devereux, tía de Robert Devereux, conde de Essex.
El matrimonio se celebró en secreto para legitimar un embarazo ya visible, según una carta de John Chamberlain en la que escribe : "La señora Vernon es de la corte y vive en Essex House. Algunos dicen que ha tomado un lugar debajo del cinturón y se hincha". sobre ello, sin embargo, ella no se queja de engaño sino que dice que el conde de Southampton lo justificará; y se rumorea por lo bajo que recientemente estuvo aquí cuatro días en gran secreto con el propósito de casarse con ella y lo efectuó en consecuencia" .  La reina Isabel, enojada por el matrimonio no autorizado, hizo encarcelar a los dos recién casados.  
Cuando Isabel estaba embarazada, le escribió a su marido pidiéndole que le comprara un peto de tela escarlata forrado de felpa para mantenerla abrigada mientras montaba. También le pidió que trajera un retrato "muy bien hecho". 
Tuvieron dos hijos y tres hijas que figuran en su certificado de funeral: 
- Lady Penelope Wriothesley (18 de noviembre de 1598 - 16 de julio de 1667), esposa de William Spencer, barón Spencer de Wormleighton .
- Lady Anne Wriothesley (1600 - 1662),[49] esposa de Robert Wallop. [50]
- James Wriothesley, Lord Wriothesley (1 de marzo de 1605 – 5 de noviembre de 1624), que murió de una "fiebre" no especificada cinco días antes que su padre cuando luchaban en los Países Bajos.
- Thomas Wriothesley (10 de marzo de 1607 - 16 de mayo de 1667), cuarto conde de Southampton que se casó en primer lugar con Rachel de Massue, hija de Daniel de Massue, señor de Ruvigny, con quien tuvo dos hijas,.

## Retratos
Existen numerosos retratos de Southampton, en los que se le representa con cabello castaño oscuro y ojos azules, compatible con la descripción de Shakespeare de "un hombre muy rubio". Sir John Beaumont escribió una elegía muy conocida en su alabanza, y Gervase Markham escribió sobre él en un tratado titulado Honor in his Perfection, or a Treatise in Commendation of... Henry, conde de Oxenford, Henry, conde de Southampton, Robert, conde de Essex (1624). 
En 2002, un retrato de la colección Cobbe fue identificado como correspondiente al joven conde. Es conocido como el retrato Cobbe. 
En abril de 2008, se descubrió otro retrato suyo escondido en una especie de pentimento bajo un retrato de su esposa Elizabeth Vernon, cuando la obra fue radiografiada en preparación para una exposición. 

## En la cultura popular
El conde ha sido interpretado en pantalla por varios actores:
- Peter Egan en la miniserie de la BBC Elizabeth R, 1971.
- Nicholas Clay en la serie de televisión La vida de Shakespeare, 1978.
- Eddie Redmayne en la miniserie Isabel I de Channel 4, 2005.
- Shaun Evans en la miniserie La Reina Virgen, 2006.
- Xavier Samuel en el largometraje Anónimo, 2011.
- Ian McKellen en el largometraje Todo es verdad, 2018.